# Silo tuberculatus
Silo tuberculatus là một loài trong họ Goeridae. Loài này phân bố ở miền Cổ bắc.